# Pozzol Groppo
Pozzol Groppo (piemontiul: Posseu 'd Greupo) település Olaszországban, Piemont régióban, Alessandria megyében. Lakosainak száma 295 fő (2023. január 1.). Pozzol Groppo Cecima, Godiasco, Momperone, Volpedo és Montemarzino községekkel határos.

## Népesség
A település lakossága az elmúlt években az alábbi módon változott:
| Lakosok száma | 317  | 303  | 295  |
|               | 2017 | 2018 | 2023 |